# František Křehlík
František Křehlík (23. listopadu 1907, Olší nad Oslavou – 13. srpna 1982, Moravec) byl moravský římskokatolický duchovní, působící v brněnské diecézi, děkan někdejšího jevišovického děkanátu a iniciátor stavby kostela v Brně-Slatině.

## Život
Narodil se v Olší nad Oslavou ve farnosti Netín poblíž Velkého Meziříčí v rodině Františka Křehlíka a jeho manželky Anastázie, rozené Peksovy. Rod Peksů je v Olší nad Oslavou doložen již od 16. století. František Křehlík vystudoval Vyšší zemskou reálku ve Velkém Meziříčí a v červnu roku 1926 složil maturitní zkoušku. V letech 1927–1932 studoval teologii v brněnském kněžském semináři a následně byl vysvěcen na kněze.
Své kněžské působení zahájil jako kooperátor ve Velkých Pavlovicích, kde však působil pouze pár měsíců. Následně působil v Mrákotíně a poté se na dlouhou dobu stala jeho působištěm brněnská Líšeň. Během svého zdejšího působení svými kázáními (resp. svým řečnickým a vypravěčským uměním – za základ kázání vždy sloužil příběh, který byl aplikován na náboženskou tematiku) ovlivnil pozdějšího herce Miroslava Gabriela Částka. Během druhé světové války Křehlík také spolupracoval s protinacistickým odbojem. V roce 1947 se podílel na výstavbě kostela Povýšení svatého Kříže v Brně-Slatině a 19. září 1948 se účastnil jeho vysvěcení.
V roce 1958 byl vzat do vyšetřovací vazby a obviňován ze spolupráce s knězem Janem Dokulilem, který se v letech 1950–1957 ukrýval v okolí Velkého Meziříčí před zatčením. Křehlíkovi bylo konkrétně kladeno za vinu, že Dokulilovi přes své známé posílal jídlo a peníze. Dokulila se podařilo zatknout až v srpnu roku 1957 a následovala perzekuce jeho skutečných či domnělých podporovatelů. Režimu rovněž vadila Křehlíkova značná obliba u jeho farníků. Od vězení nakonec oblíbeného kněze zachránila prezidentská amnestie. Státní moc jej však nechtěla nechat zcela bez postihu. Na brněnskou kapitulní konzistoř byl proto vznesen požadavek, aby byl Křehlík odstraněn z Brna.
Konzistoř nátlaku podlehla a František Křehlík byl s účinností od 15. září 1958 z Brna přeložen až do Pavlic blíže hranic s Rakouskem. V roce 1968 se navíc stal děkanem tehdejšího jevišovického děkanátu (který později zanikl, pavlická farnost poté byla vřazena do vranovského děkanství). Na sklonku života, v roce 1977, odešel z aktivní duchovní správy. Až do roku 1979 mu byl ponechán titul jevišovického děkana. Po odchodu z aktivní duchovní správy dožil v kněžském domově na Moravci (č. p. 53) u Nového Města na Moravě. Pohřben je na hřbitově v Netíně v řadě kněžských hrobů.